# Ulric de Fonvielle
Ulric de Fonvielle, né le 10 février 1833 à Paris et mort à Paris 18e le 25 juin 1911, est un journaliste politique et écrivain français.

## Biographie
Il était le frère cadet du publiciste scientifique Wilfrid de Fonvielle ainsi que du journaliste républicain Arthur de Fonvielle, lequel lui fit faire, après des études de peinture, ses premières armes de polémiste dans le journal d’opposition qu’il avait fondé à Alger, l’Algérie nouvelle. Lorsque ce journal, frappé de multiples condamnations, vint à disparaître, il troqua la plume pour l’épée au moment même où Garibaldi commençait son épopée en Sicile. En 1860, il fut embarqué comme volontaire dans l’expédition de Garibaldi, sous la direction du colonel Medici. Il servit dans la Légion française sous les ordres du colonel Cluseret, remplissant en même temps le rôle d’informateur et de dessinateur pour le journal l’Illustration, et reçut l’épaulette d’officier après la bataille du Volturno.
Après la prise de Capoue, il reçut la médaille de la valeur militaire et revint en France. Utilisant bientôt ses souvenirs de campagne, il rédigea pour le journal la Presse une série de feuilletons, écrits dans un style vif et pittoresque, et réunis en 1861 en un volume intitulé Souvenirs d’une chemise rouge. Mais bientôt, repris par le goût de l'aventure, il partit comme reporter pour l’Amérique, où venait d’éclater la guerre de Sécession. Il y retrouva son ancien supérieur, le colonel Cluseret, récemment nommé brigadier-général et commandant l’avant-garde du général Frémont. Il servit ensuite à l’état-major de l’armée du Potomac comme ingénieur-topographe et assista aux plus terribles batailles de la campagne, particulièrement celles de Bull Run, de Gettysburg, etc.
De retour en France en 1866, il se consacra, dès lors, exclusivement au journalisme politique, collaborant au Diogène, à la Vie parisienne (où il écrivit notamment une série documentée de Scènes de la vie militaire aux États-Unis), au journal la Démocratie de Castelar, au Diritto, organe de la démocratie italienne, à la Marseillaise de Rochefort, où un de ses articles contre l’attitude du gouvernement et de la troupe lui valut une condamnation à 500 francs d’amende et à deux mois de prison, etc. 

Rédacteur en chef de La Ligne directe à Dieppe, en 1868, collaborant activement comme journaliste à la campagne menée contre l’Empire par la Marseillaise, il fut, le 10 janvier 1870, avec Victor Noir, un des témoins de duel envoyés par leur collègue Paschal Grousset au prince Pierre Bonaparte, et faillit être tué dans le drame d’Auteuil. Lors du procès, il accuse le prince de tentative de meurtre envers sa personne après l’assassinat de Victor Noir, ce qui lui vaut dix jours de prison pour insulte à la Cour : 

« Assassin, osez me regarder en face ! Vous avez lâchement assassiné mon ami, assassin, assassin ! À mort ! »

En 1870, après avoir échoué à une élection législative dans le Rhône, il commanda un bataillon bellevillois pendant le siège de Paris : il se signala par sa décision et son sang-froid dans la défense du plateau d’Avron, le 26 décembre 1870. Le soulèvement du 31 octobre l’avait séparé de beaucoup de ses anciens amis politiques, notamment de Rochefort. Rallié au gouvernement régulier, il combattit la Commune et aida au rétablissement de l’ordre pendant la semaine sanglante, en qualité de lieutenant-colonel du 48e de marche. Pour cela, le journal Le Père Duchêne l’attaqua avec une violence inouïe.
Après la guerre, il fit peu parler de lui. Il dirigea l’Union républicaine de Dieppe, encourut encore quelques condamnations de presse, fit paraître, en 1873, son grand drame Populus, écrit en collaboration avec Jean-de-Fer, dirigea en 1888 le Journal de Courbevoie, et entreprit la rédaction de ses Mémoires. C’était un esprit cultivé, brillant, aux tendances généreuses, et un des plus sympathiques parmi les chefs du mouvement pour la démocratie au second Empire.

## Œuvres

Plan de la bataille de Bull Run dressé par Sydney Stengel et Ulric de Fonvielle le 29-30 août 1862.

- Souvenirs d’une chemise rouge (préf. Clément Duvernois), Paris, E. Dentu, 1861, 239 p. (OCLC 81348437, lire en ligne).
- Lincoln, 1806-1865, [S.l.], [S.d.], 1865, (OCLC 15374654), [225]-248 p., 12 pl., 30 cm.
- Populus, drame en cinq actes et huit tableaux, avec Eugène Hubert et Christian de Trogoff, 1878, (OCLC 26704865), 16 p, 30 cm.
- Le Puits du diable, Paris, Impr. de Dubuisson, 1879, feuilleton du journal Le Télégraphe. v. ; gr. in-8°, (OCLC 761091160).